# Академия технологических наук Российской Федерации
Международная академия технологических наук — негосударственная научная организация (общественная академия), учрежденная 18 июля 1990 года как первая отраслевая Академия наук в РСФСР.
В дальнейшем потеряла связи с государством и была перепрофилирована под организацию конгрессов по нефтяным и газовым технологиям.
Основателем академии был Владимир Николаевич Алфеев, руководивший ей до своей смерти в 2006 году.

## История
Учреждена в 1990 году. 18 марта 1992 году постановлением президента России Б. Н. Ельцина был установлен статус «общероссийской самоуправляемой независимой научной организацией».
По состоянию на апрель 1994 года в Академию технологических наук входил Институт нанотехнологии и крионаноэлектроники. Нанотехнологии были основным приоритетом Академии. В 1991—1992 годах были проведены два конгресса по нанотехнологиям — NANO-1 и NANO-2.
С 1994 года научная деятельность Академии была остановлена. В 1995 году Институт нанотехнологии и крионаноэлектроники был ликвидирован, а научное оборудование сосредоточено в одной комнате в неработоспособном состоянии. Большая часть научных сотрудников к тому моменту покинула Институт.
С 1994 года вся деятельность Академии была перепрофилирована под организацию конгрессов, посвящённых нефтяным и газовым технологиям как приносящих реальные деньги.
В дальнейшем Академия технологических наук была исключена из списка государственных академий наук; в ФЗ «О науке и государственной научно-технической политике» от 1996 года эта организация не указана.